# Herut - El Movimiento Nacional
Herut - El Movimiento Nacional (en hebreo: חרות - הלאומית התנועה, Herut - HaTnu'a HaLeumit ), comúnmente conocido simplemente como Herut, fue un pequeño partido de derecha de Israel. Aunque se consideraba como el sucesor ideológico del histórico Herut (que se fusionó en el Likud) realmente era un partido nuevo.

## Historia del partido
En 1999, los antiguos miembros del Likud dirigidos y diputados en la Knesset: Benny Beguin, Michael Kleiner y David Reem, se opusieron a la retirada del gobierno del Likud en Judea y Samaria, y establecieron e inscribieron al Movimiento Nacional Herut en el registro de partidos políticos de Israel. Herut participó en tres elecciones nacionales israelíes. Desde su inicio, el movimiento se unió a la Organización Sionista Mundial, estableció sucursales en todo el mundo, y estableció un movimiento juvenil sionista llamado Magshimey Herut, un movimiento para la educación y el activismo. El movimiento juvenil sionista "Magshimey Herut", tiene sucursales activas en 13 países en la actualidad. En 2004, el porcentaje mínimo de votos necesarios para formar parte de la Knéset aumentó. El partido Herut había decidido no participar en las elecciones israelíes. Herut concentraba sus esfuerzos en sumar nuevos adeptos para el partido, promover la Aliá, y ayudar en la absorción de los nuevos inmigrantes (olim jadashim) en la sociedad israelí. Algunos miembros, entre ellos, Benny Beguín y el ex-dirigente del Likud, Michael Kleiner, se unieron de nuevo al Likud. El partido Herut estaba inscrito en el registro de partidos políticos israelíes. El partido Herut permanecía inactivo y se reservaba el derecho de participar en las elecciones israelíes, cuando estas tuvieran lugar en las circunstancias adecuadas. El partido Herut había iniciado, promovido y apoyado las actividades de los estudiantes, los nuevos "olim" (los judíos que regresaban a Israel), y los grupos de acción social consistentes con los objetivos del movimiento. El partido Herut trabajaba juntamente con la Organización Sionista Mundial, la Agencia Judía para la Tierra de Israel, y el Fondo Nacional Judío (Keren Kayemeth LeIsrael) (KKL), en diferentes proyectos que promovían los objetivos del partido.
El partido fue formado el 23 de febrero de 1999, cuando Benny Begin, Michael Kleiner y Re'em David se separaron del Likud, durante la decimocuarta legislatura de la Knéset. La retirada fue el resultado de desacuerdos con el líder del Likud, el judío Benjamín Netanyahu, en el contenido y la política aplicada al Memorandum de Wye Plantation y al Acuerdo de Hebrón, que había cedido nuevos territorios a los palestinos. Aunque no era un miembro de la Knéset en aquel momento, el partido también fue respaldado por el ex-primer ministro y líder del Herut, Isaac Shamir. Herut participó en las elecciones de 1999 como parte de la coalición electoral Unión Nacional, una alianza de extrema derecha , junto a los partidos Moledet y Tkuma, con Beguin como cabeza de lista. En la elección simultánea del Primer ministro de Israel, el Herut había planeado originalmente presentarse a las elecciones, pero se retiró tres días antes de las elecciones para evitar la división del voto de extrema derecha entre varios partidos, aunque Netanyahu perdió contra Ehud Barak por más del 12% por ciento de los votos. En las elecciones de la Knéset, la Unión Nacional ganó solo un 3% de los votos y cuatro asientos. Parte de los malos resultados llevó a la renuncia de Beguin como jefe del partido y a retirarse de la política antes del término de la legislatura de la Knéset, el puesto de Beguin en el Herut fue asignado a Kleiner. El 1 de febrero de 2000, Kleiner se retiró de la coalición electoral Unión Nacional, y estableció el Herut como un partido independiente en la Knéset. En las elecciones de 2003, el partido se presentó a las elecciones en solitario, Kleiner encabezó la lista, con el judío Baruch Marzel, un exmiembro del proscrito movimiento supremacista Kach. El partido obtuvo 36.202 votos, aunque solo el 1,1% del total, y no lo suficiente para pasar el 1,5% del umbral electoral. Poco después, Marzel dejó el nuevo Herut para fundar su propio partido, el Frente Nacional Judío. El partido Herut, participó en las elecciones de 2006. Esta vez, Kleiner fue acompañado por veteranos activistas como Elie Yossef y Cohen. El mensaje de la campaña principal fue: "Compensación por la evacuación de los palestinos." A la judía Yana Chudriker, una inmigrante de Ucrania y reina de la belleza de Israel en 1993, se le asignó el número cuatro en la lista electoral del partido. La campaña presentó a Yana Chudriker vestida con un burka, como una advertencia contra la amenaza demográfica de los árabes en Israel, el lema era: "La demografía nos envenena" (en hebreo las palabras "veneno" (raal, רעל) y "burka" (rala, רעלה) tienen un sonido similar). La publicación del autor tuvo como resultado que el fiscal general Menachem Mazuz, ordenara a la Policía israelí investigar al partido, por incitar al racismo. Parte de la campaña de televisión también fue criticada, y varios segmentos fueron retirados por la Comisión Electoral Central. El presidente de la Comisión y la jueza de la Corte Suprema de Israel, Dorit Beinisch, afirmaron que los segmentos retirados de la publicidad claramente hacían referencia a un lema abiertamente racista, y replicaron que si el anuncio salía al aire, lo más probable es que hiriera los sentimientos de la población árabe. En esas elecciones, el partido obtuvo sólo 2.387 votos, un 0,07%, muy por debajo del nuevo umbral electoral del 2%. Antes de las elecciones de 2009, Kleiner y Beguin se reincorporaron a la lista del Likud.
En 1999, los antiguos miembros del Likud dirigidos y diputados en la Knéset: Benny Begin, Michael Kleiner y David Reem, se opusieron a la retirada del gobierno del Likud del Área de Judea y Samaria, y establecieron e inscribieron al Movimiento Nacional Herut en el registro de partidos políticos de Israel. Herut participó en tres elecciones nacionales israelíes. Desde su inicio, el movimiento se unió a la Organización Sionista Mundial (WZO), estableció sucursales en todo el Mundo y estableció un Movimiento Juvenil Sionista llamado Magshimey Herut, un movimiento para la educación y el activismo. Magshimey Herut tiene sucursales activas en 13 países en la actualidad. Desde 2004, el porcentaje mínimo de votos necesarios para formar parte de la Knéset ha aumentado. El partido Herut optó por no participar en las elecciones israelíes. El partido Herut concentraba sus esfuerzos en sumar adeptos para el partido, promover la Aliyá, y ayudar en la absorción de los nuevos inmigrantes (olim jadashim) en la sociedad israelí. Algunos miembros, entre ellos, Benny Beguín y el ex-dirigente del Likud, Michael Kleiner, se unieron de nuevo al Likud. Herut estaba inscrito en el registro de partidos políticos israelíes. El partido Herut permanecía inactivo y se reservaba el derecho de competir en las elecciones israelíes, cuando estas tuvieran lugar en las circunstancias adecuadas. Herut iniciaba, promovía y apoyaba las actividades de los estudiantes, los nuevos "olim" (los judíos que regresaban a Israel) y los grupos de acción social consistentes con los objetivos del movimiento. El partido Herut trabajaba juntamente con la Organización Sionista Mundial, la Agencia Judía para la Tierra de Israel, y el Fondo Nacional Judío (Keren Kayemeth LeIsrael) (KKL), en proyectos que promovían los objetivos del partido.
| Elección | Votos        | %   | Escaños | Estado             |
| -------- | ------------ | --- | ------- | ------------------ |
| 2003     | 36.202 (#15) | 1,2 | 0/120   | Extraparlamentario |
| 2006     | 2.387 (#22)  | 0,1 | 0/120   | Extraparlamentario |